# تشيك بوين
تشيك بوين (بالإنجليزية: Chick Bowen)‏ هو لاعب كرة قاعدة أمريكي، ولد في 26 يوليو 1897 في نيو هيفن في الولايات المتحدة، وتوفي بنفس المكان في 9 أغسطس 1948.

## وصلات خارجية
- تشيك بوين على موقعبيزبول رفرنس.كوم (الدوري الرئيسي) (الإنجليزية)
- تشيك بوين على موقعبيزبول رفرنس.كوم (الدوري الثانوي) (الإنجليزية)